# جان استنلی پلاکت
جان استنلی پلاکت دانشمند در زمینه اخترشناسی اهل کانادا بود. وی همچنین برندهٔ جوایزی همچون جایزه چارلز استارک دراپر، همکار انجمن سلطنتی، نشان هنری دراپر، جایزه رامفورد، مدال طلائی انجمن سلطنتی اختر شناسان، و جایزه بروس شده‌است.